# Ephedra kardangensis
Ephedra kardangensis — вид голонасінних рослин класу гнетоподібних.

## Поширення, екологія
Країни проживання: Індія (штат Хімачал-Прадеш, Джамму-Кашмір); Пакистан. Росте на висотах від 3000 м і 3300 м. Чагарник, знайдений на пологих схилах. Пов'язаний з соснами на північному заході Гімалаїв. Цвіте з липня по серпень і виробництва насіння з серпня по вересень.

## Використання
Стебла більшості членів цього роду містять алкалоїд ефедрин і відіграють важливу роль в лікуванні астми та багатьох інших скарг дихальної системи. Фрукти їдять а стебла використовують як сечогінний засіб. Рослини були також використані для наземного покриву.

## Загрози та охорона
Немає серйозних загроз в даний час. Є численні охоронні території по всьому ареалу цього виду. 